# Naked Idol
Naked Idol (no Brasil: Ídolo Nu) é um filme estadunidense produzido pela Nickelodeon Movies. É o sexto filme da série The Naked Brothers Band, é protagonizado pelos irmãos Nat Wolff e Alex Wolff, além de contar com a participação de toda a banda e de alguns personagens da série.
Foi lançado no dia 14 de Março de 2009 nos EUA, trazendo cerca de 1.2 milhões de espectadores à TV estadunidense (uma péssima audiência para a canal que está acostumada com uma média de estréia de 3 milhões de espectadores) e em 3 de Outubro de 2009 no Brasil. Polly Draper escreveu o roteiro e Magda Liolis e Bob Mittenthal dirigiram a película.
O filme conta com as participações especiais de David Desrosiers, Tobin Esperance e Dave Atell.

## Sinopse
Após retornar de sua viagem ao redor do mundo, Rosalina recebe a visita de Michel (Jake Hertzog), o prodígio do piano francês que ela beijou em seu cruzeiro. Michel tenta convencer Rosalina a beijá-lo e quando Nat vê isso, ele e Michel entram em uma briga e Nat quase quebra o dedo dele.
Depois da briga, Nat e Rosalina brigam e eles terminam o namoro. Rosalina então sai da banda. Isso leva a banda a partir audições para o ídolo nu (evento televisivo), que consiste em encontrar um novo baixista para a banda. 
Uma garota chamada Kristina torna-se a nova baixista e Rosalina chora enquanto vê isso na TV em seu quarto. 
Enquanto isso, Alex está deprimido. Todos da banda (exceto Nat) querem que Rosalina volte para a banda. Será que Rosalina vai superar o fato de Nat ter humilhado ela na frente de todos e vai voltar para a banda?

## Personagens
- Nat Wolff
- Alex Wolff
- Qassim Middleton
- David Julian Levi
- Thomas James Batuello